# A faun labirintusa
A faun labirintusa (eredeti cím: El laberinto del fauno) egy 2006-os, három Oscar-díjat nyert spanyol–mexikói dark fantasy film Guillermo del Toro írásában-rendezésében. A címbeli faun a római mitológiában az erdők és mezők félistenére utal, míg az angol elnevezés (Pan's Labyrinth – "Pán labirintusa") a faunszerű görög istent, Pánt idézi meg, noha a filmben ilyen formában sosem említik.
A számos Golden Globe- és Oscar-jelölést kapott film premierje a 2006-os cannes-i fesztiválon volt. Spanyolországban és Mexikóban 2006 októberében került a mozikba, az észak-amerikai bemutatóra december 29-én került sor, míg Magyarországon 2007. március 8-ától volt látható.

## Történet
|  | Alább a cselekmény részletei következnek! |

A prológusban egy hercegnőről hallunk, az alvilág királyának lányáról. A hercegnő kíváncsi volt a fenti világra, s a felszínre szökött, ahol a nap fénye elfeledtette emlékeit. A hercegnő végül elveszett és meghalt, gyászba borítva a birodalmat. Azonban a király azóta is hisz benne, leánya lelke egy napon visszatér, még ha valaki más testében is újjászületve.
1944-ben vagyunk, a polgárháború után, a Franco uralma alatti Spanyolországban. Ofelia, egy fiatal lány, aki gyakran mélyed a tündérmesék világába, várandós édesanyjával, Carmennel utazik Vidal kapitányhoz, a lány új mostohaapjához, születendő kistestvére apjához. A falangizmusban rendületlen hívő Vidalt gyötrik apja, a neves parancsnok Marokkóban esett halálának visszhangjai, amit a kommunista felkelőkkel szemben vezet le, miközben egy vidéki malomnál állomásozik, ahol a gerillák leverésére kapott parancsának tesz eleget.
Az úton odafelé Ofelia felfedez egy nagy, sáskára emlékeztető rovart, amiről úgy hiszi, tündér. A lény követi őt új otthonába, s ott egy ősi labirintushoz vezeti. Mielőtt azonban a lány belépne, Vidal egyik szobalánya, Mercedes, aki egyben a bátyja által vezetett milicia titkos kémje is, megállítja.
Még azon az éjszakán a lény ismét megjelenik Ofelia előtt, s miután tündér formáját ölti magára, bevezeti a labirintus közepébe, ahol a lány találkozik egy faunnal. A faun a rég elveszett Moanna hercegnőt véli felismerni benne. Ofeliának három próbát kell kiállnia telihold előtt, hogy bizonyítsa, „lénye sértetlen”.
Ofelia könnyedén elvégzi az első megmérettetést – megszerez egy kulcsot egy hatalmas varangy gyomrából –, azonban rendkívül aggódik anyja miatt, akinek állapota egyre rosszabb. A faun mandragóragyökeret ad Ofeliának, ami hamar elmulasztja Carmen betegségét. Ofelia ezután teljesíti második feladatát – magához vesz egy díszes tőrt az emberevő Sápadt Ember odújából –, ám megszegi a legfontosabb szabályt, s ennek következtében elveszíti a faun két tündérét. A faun rendkívül mérges lesz rá, azt mondja neki, sosem látja őt viszont, és sosem térhet vissza királyságába.
Ezalatt a kapitány módszerei egyre kegyetlenebbek lesznek; megkínoz egy elfogott felkelőt, s megöli a lázadókkal szimpatizáló orvost, aki annak kérésére megkönnyítette a fogoly szenvedését. A kapitány felfedezi a mandragórát, amit Carmen a tűzbe hajít, miközben kétségbeesetten próbálja megértetni lányával, hogy varázslat nem létezik. Amint a mandragóra elég, Carmennek szörnyű fájdalmai lesznek, s fiának életet adva belehal a szülésbe.
A kapitány rájön, hogy Mercedes segíti a felkelőket, s elfogja őt, miközben az Ofeliával megpróbálja elhagyni a táborhelyet. A lányt a hálószobájába zárja, Mercedest pedig meg akarja kínozni; azonban a nő kiszabadítja magát, komoly sérülést okoz neki, és az erdőbe szökik, ahol bátyja, Pedro és a felkelők megmentik őt az üldöző katonáktól.
A faun visszatér Ofeliához, s ad neki még egy esélyt a bizonyításra. Azzal bízza meg, hogy hozza el kisöccsét a labirintusba. Ofeliának sikerül kiszöktetnie a babát a kapitány szobájából; azonban ő egészen az útvesztő közepéig üldözi mostohalányát, mialatt a baloldali felkelők kaotikus támadást intéznek a malom ellen.
Mikor Ofelia a labirintus tisztására ér, a faun azt kéri tőle, ontsa öccse vérét, hogy megnyissa az alvilág kapuját. A lány azonban visszautasítja a kérést, és a faun, elfogadva döntését, eltűnik. A kapitány ebben a pillanatban eléri Ofeliát, elveszi tőle a gyermeket, és lelövi a lányt. Mikor kiér a labirintusból, a felkelők már várnak rá, s miután átadja nekik a fiát, megölik őt.
Mercedes a labirintus  közepére érve már csak a haldokló Ofeliát találja; a lány lelke újra visszakerül az alvilág királyához és a királynőjéhez. Megtudja, azzal, hogy öccse helyett a saját vérét áldozta, bebizonyította, ő az igazi Moanna hercegnő. Az epilógus szerint Ofelia évszázadokon át uralkodott királyságában, népe imádta őt, s a Földön is hátrahagyta apró jeleit ottani életének, amik csak azok előtt válnak láthatóvá, akik tudják, hová kell nézniük.
|  | Itt a vége a cselekmény részletezésének! |

## Szereplők
| Szerep                | Színész            | Szinkronhang     |
| --------------------- | ------------------ | ---------------- |
| Ofelia                | Ivana Baquero      | Kántor Kitty     |
| Vidal                 | Sergi López        | Csankó Zoltán    |
| Mercedes              | Maribel Verdú      | Horváth Lili     |
| Faun (hangja)         | Pablo Adán         | Háda János       |
| Carmen                | Ariadna Gil        | Román Judit      |
| Doktor                | Álex Angulo        | Csuha Lajos      |
| Garces                | Manolo Solo        | Bozsó Péter      |
| Serrano               | César Vea          | Imre István      |
| Pedro                 | Roger Casamajor    |                  |
| A dadogós             | Ivan Massagué      | Posta Victor     |
| Francés               | Gonzalo Uriarte    | Balázsi Gyula    |
| Ofelia apja           | Eusebio Lázaro     | Cs. Németh Lajos |
| Pap                   | Francisco Vidal    | Cs. Németh Lajos |
| Polgármester          | Juanjo Cucalón     |                  |
| Polgármester felesége | Lina Mira          |                  |
| Patikus               | Mario Zorrilla     |                  |
| Polgárőrkapitány      | Sebastián Haro     |                  |
| Doktor felesége       | Mila Espiga        |                  |
| Conchita              | Pepa Pedroche      |                  |
| Jacinta               | María Jesús Gattoo |                  |
| Paz                   | Ana Sáez           | Bókai Mária      |
| Trigo                 | Chani Martín       |                  |
| Fiatal férfi          | Milo Taboada       |                  |
| Mozdonyvezető         | Fernando Albizu    | Balázsi Gyula    |
| Fűtő                  | Pedro G. Marzo     | Cs. Németh Lajos |
| Bayona őrmester       | José Luis Torrijo  |                  |
| Fiatal gerilla        | Íñigo Garcés       |                  |
| Fiatal gerilla        | Fernando Tielve    |                  |
| Király                | Federico Luppi     |                  |
| Idős férfi            | Chicho Campillo    |                  |
| Mesélő (hangja)       | Pablo Adán         | Vass Gábor       |

## Díjak és jelentősebb jelölések
- Oscar-díj (2007)
  - díj: legjobb fényképezés
  - díj: legjobb díszlet
  - díj: legjobb smink
  - jelölés: legjobb eredeti forgatókönyv
  - jelölés: legjobb eredeti filmzene
  - jelölés: legjobb idegen nyelvű film
- Golden Globe-díj (2007)
  - jelölés: legjobb idegen nyelvű film
- BAFTA-díj (2007)
  - díj: legjobb nem angol nyelvű film
  - díj: legjobb jelmez
  - díj: legjobb smink
  - jelölés: legjobb eredeti forgatókönyv
  - jelölés: legjobb fényképezés
  - jelölés: legjobb produkciós dizájn
  - jelölés: legjobb hang
  - jelölés: legjobb vizuális effektusok
- Goya-díj
  - díj: legjobb eredeti forgatókönyv
  - díj: legjobb újonc színésznő (Ivana Baquero)
  - díj: legjobb fényképezés
  - díj: legjobb vágás
  - díj: legjobb smink
  - díj: legjobb hang
  - díj: legjobb speciális effektusok
  - jelölés: legjobb film
  - jelölés: legjobb rendező (Guillermo del Toro)
  - jelölés: legjobb színész (Sergi López)
  - jelölés: legjobb színésznő (Maribel Verdú)
  - jelölés: legjobb eredeti filmzene
  - jelölés: legjobb produkciós dizájn
- Ariel Awards, Mexico
  - díj: Golden Ariel
  - díj: legjobb rendezés (Guillermo del Toro)
  - díj: legjobb színésznő (Maribel Verdú)
  - díj: legjobb fényképezés (Guillermo Navarro)
  - díj: legjobb eredeti filmzene (Javier Navarrete)
  - díj: legjobb díszlet
  - díj: legjobb jelmez
  - díj: legjobb smink
  - díj: legjobb speciális effektusok
- Art Directors Guild
  - díj: Excellence in Production Design Award
- Boston Society of Film Critics Awards
  - díj: legjobb idegen nyelvű film
  - díj: legjobb fényképezés
- Camerimage
  - díj: legjobb fényképezés
- Central Ohio Film Critics Association
  - díj: legjobb idegen nyelvű film
- Cinema Writers Circle Awards, Spain
  - díj: legjobb fényképezés
  - díj: legjobb vágás
- Costume Designers Guild Awards
  - díj: kiváló jelmeztervezés – fantasy
- Empire Awards, UK
  - díj: legjobb sci-fi/fantasy
- Fantasporto
  - díj: legjobb film
  - díj: legjobb film (Guillermo del Toro)
  - díj: legjobb színész
- Florida Film Critics Circle Awards
  - díj: legjobb idegen nyelvű film
  - díj: legjobb fényképezés
- Fotogramas de Plata
  - díj: legjobb film (Guillermo del Toro)
- Independent Spirit Awards
  - díj: legjobb fényképezés
- Los Angeles Film Critics Association Awards
  - díj: legjobb produkciós dizájn
- Motion Picture Sound Editors, USA
  - díj: legjobb hangvágás, külföldi film
- National Society of Film Critics Awards, USA
  - díj: legjobb film
- New York Film Critics Circle Awards
  - díj: legjobb fényképezés
- Online Film Critics Society Awards
  - díj: legjobb külföldi film
  - díj: legjobb eredeti forgatókönyv
- Palm Springs International Film Festival
  - díj: legjobb idegen nyelvű film
- San Francisco Film Critics Circle
  - díj: legjobb idegen nyelvű film
- Sant Jordi-díj
  - díj: legjobb film (Guillermo del Toro)
- Satellite Awards
  - díj: legjobb film, animációs vagy vegyes média
- Southeastern Film Critics Association Awards
  - díj: legjobb idegen nyelvű film
- Spanish Actors Union
  - díj: Newcomer Award, nő (Ivana Baquero)
- Washington DC Area Film Critics Association Awards
  - díj: legjobb idegen nyelvű film